# Xéniya Perova
Xéniya Vitálievna Perova (en ruso: Ксения Витальевна Перова; Lesnói, URSS, 8 de febrero de 1989) es una deportista rusa que compitió en tiro con arco, en la modalidad de arco recurvo; dos veces campeona mundial.

## Trayectoria
Participó en tres Juegos Olímpicos de Verano, obteniendo dos medallas de plata en la prueba de equipo, en Río de Janeiro 2016 (junto con Tuyana Dashidorzhiyeva e Inna Stepanova) y en Tokio 2020 (con Svetlana Gomboyeva y Yelena Osipova), y el cuarto lugar en Londres 2012, en la misma prueba.
Ganó dos medallas de oro en el Campeonato Mundial de Tiro con Arco al Aire Libre, en los años 2015 y 2017, dos medallas de bronce en el Campeonato Mundial de Tiro con Arco en Sala, en los años 2009 y 2012, y cuatro medallas en el Campeonato Europeo de Tiro con Arco al Aire Libre entre los años 2008 y 2021.

## Palmarés internacional
| Juegos Olímpicos                 | Juegos Olímpicos           | Juegos Olímpicos  | Juegos Olímpicos |
| Año                              | Lugar                      | Medalla           | Prueba           |
| -------------------------------- | -------------------------- | ----------------- | ---------------- |
| 2016                             | Río de Janeiro (Brasil)    | Medalla de plata  | Equipo           |
| 2020                             | Tokio (Japón)              | Medalla de plata  | Equipo           |
| Campeonato Mundial al Aire Libre |                            |                   |                  |
| Año                              | Lugar                      | Medalla           | Prueba           |
| 2015                             | Copenhague (Dinamarca)     | Medalla de oro    | Equipo           |
| 2017                             | Ciudad de México (México)  | Medalla de oro    | Individual       |
| Campeonato Mundial en Sala       |                            |                   |                  |
| Año                              | Lugar                      | Medalla           | Prueba           |
| 2009                             | Rzeszów (Polonia)          | Medalla de bronce | Equipo           |
| 2012                             | Las Vegas (Estados Unidos) | Medalla de bronce | Equipo           |
| Campeonato Europeo al Aire Libre |                            |                   |                  |
| Año                              | Lugar                      | Medalla           | Prueba           |
| 2008                             | Vittel (Francia)           | Medalla de bronce | Equipo           |
| 2010                             | Rovereto (Italia)          | Medalla de oro    | Equipo           |
| 2012                             | Ámsterdam (Países Bajos)   | Medalla de oro    | Individual       |
| 2021                             | Antalya (Turquía)          | Medalla de oro    | Equipo           |